# 슬랍샤

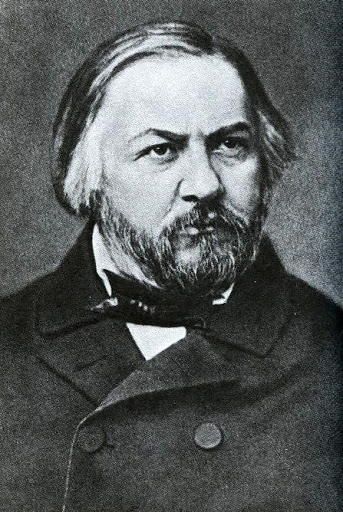
미하일 글린카(1804~1857) 러시아 고전음악의 아버지

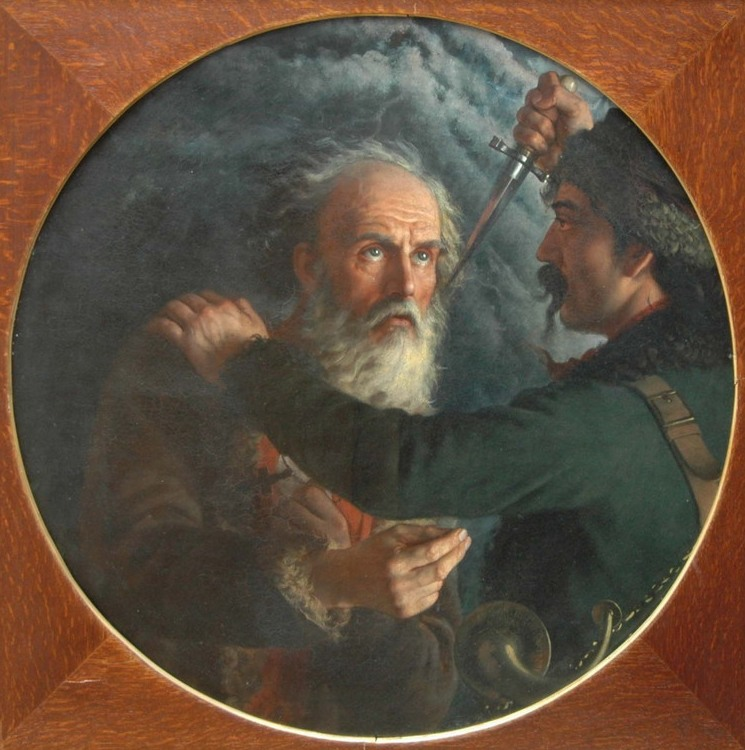
이반 수사닌

슬랍샤(Славься / 찬양받으라)는 미하일 글린카(1804~1857)의 오페라 황제를 위한 삶(1836)의 마지막을 장식하는 곡으로, 군주 찬양과 애국적인 내용으로 작사되었으며 오케스트라와 러시아 전통악으로 연주되는 러시아 최고의 고전 작품이자 최고의 애국작품으로 손꼽힌다. 이에 영향을 준 인물로는 바실리 주콥스키(1783~1852)와 칼 게오르그 빌헬름 로젠(1800~1860) 등이 있다.
가사는 크게 2가지 버전으로 나뉘며 원본인 러시아 제국 버전의 가사와 현재 잘 알려진 군작곡가인 예브게니 마카로프가 편곡한 애국가 버전이 대표적으로 있으며 다른 편곡들도 있으나 크게 다르지 않다. 제2차 세계 대전 이후에 1945년부터 승리의 날을 맡아 마카로프가 편곡한 곡을 사용하여 군사밴드와 시민콘서트밴드에서 연주되었으며 가끔식 러시아 제국버전(원작)을 연주하고 부르는 공연도 있다.

## 러시아 제국 버전
| 러시아어 | 한글독음 | 번역 |
| Славься, славься, наш русский Царь! Господом данный нам Царь-Государь! Да будет бессмертен твой Царский род! Да им благоденствует русский народ! Славься, славься, наш русский Царь! Господом данный нам Царь-Государь! Да будет бессмертен твой Царский род! Да им благоденствует русский народ! Славься, славься, наш русский Царь! Господом данный нам Царь-Государь! Да будет бессмертен твой Царский род! Да им благоденствует русский народ! Славься, славься, наш русский Царь! Господом данный нам Царь-Государь! Славься, славься! Утешьтесь, вас Царь наградит, И народ возгласит: Память вовек Сусанину! Славься, славься, наш русский Царь! Господом данный нам Царь-Государь! Славься, славься, Слава Царю! Вас Царь наградит, И народ возгласит: Память вовек Сусанину! Слава нашему Царю, Слава Руси святой, Слава нашему Царю, Слава, слава, греми, Москва! Празднуй торжественный день Государя, Ликуй, веселися: царский ход всё ближе! Царь идёт, Царь идёт! Наш Царь идёт! Слава нашему Царю, Слава Руси святой, Слава нашему Царю, Слава, слава, греми, Москва! Празднуй торжественный день Государя, Ликуй, веселися: царский ход всё ближе! Царь идёт, идёт Царь! Наш Царь идёт! Наш Царь… идёт! Слава нашему Царю! Ура! | 슬랍샤, 슬랍샤 나쉬 루쓰끼 차르! 고스뽀담 단늬 남 차르-가수달! 다 부졧 볘쓰몌르쪤 뜨보히 차르스끼 롣! 다 임 블라가졘슷부옛 루쓰끼 나롣! 슬랍샤, 슬랍샤, 나쉬 루쓰끼 차르! 고스뽀담 단늬 남 차르-가수달! 다 부졧 볘쓰몌르쪤 뜨보히 차르스끼 롣! 다 임 블라가졘슷부옛 루쓰끼 나롣! 슬랍샤, 슬랍샤, 나쉬 루쓰끼 차르! 고스뽀담 단늬 남 차르-가수달! 다 부졧 볘쓰몌르쪤 뜨보히 차르스끼 롣! 다 임 블라가졘슷부옛 루쓰끼 나롣! 슬랍샤, 슬랍샤 나쉬 루쓰끼 차르! 고스뽀담 단늬 남 차르-가수달! 슬랍샤, 슬랍샤! 우쪠쉬쪠스, 바스 차르 나그라짓, 이 나롣 바즈글라싯: 빠먓 바볘끄 수사니누! 슬랍샤, 슬랍샤, 나쉬 루쓰끼 차르! 고스뽀담 단늬 남 차르-가수달! 슬랍샤, 슬랍샤, 슬라바 차르유! 바스 차르 나그라짓, 이 나롣 바즈글라싯: 빠먓 바볘끄 수사니누! 슬라바 나쉐무 차르유, 슬라바 루시 스뱌또히, 슬라바 나쉐무 차르유, 슬라바, 슬라바, 그리미, 모스끄바! 쁘라즏누히 따르줴슷볜늬 졘 가수다랴, 리꾸히, 볘실리샤: 차르스끼 혿 브쇼 블리줴! 차르 이죳, 나쉬 차르 이죳! 슬라바 나쉐무 차르유, 슬라바 루시 스뱌또히, 슬라바 나쉐무 차르유, 슬라바, 슬라바, 그리미, 모스끄바! 쁘라즏누히 따르줴슷볜늬 졘 가수다랴, 리꾸히, 볘실리샤: 차르스끼 혿 브쇼 블리줴! 차르 이죳, 이죳, 차르! 나쉬 차르 이죳! 나쉬 차르... 이죳! 슬라바 나쉐무 차르유! 우라! | 찬양받으라, 우리의 루스 황제여 찬양받으라! 주님께서 우리에게 주권자인 황제를 주셨다! 그대의 황실이여 영원하라! 러시아 국민들이여 그들을 위해 번영하라! 찬양받으라, 우리의 루스 황제여 찬양받으라! 주님께서 우리에게 주권자인 황제를 주셨다! 그대의 황실이여 영원하라! 러시아 국민들이여 그들을 위해 번영하라! 찬양받으라, 우리의 루스 황제여 찬양받으라! 주님께서 우리에게 주권자인 황제를 주셨다! 그대의 황실이여 영원하라! 러시아 국민들이여 그들을 위해 번영하라! 찬양받으라, 우리의 루스 황제여 찬양받으라! 주님께서 우리에게 주권자인 황제를 주셨다! 영광이여, 영광이여! 따뜻하신 황제께서 그대에게 보상을 주시고, 국민들은 외칠 것이니: 수사닌이여 영원히 기억되라! 찬양받으라, 우리의 루스 황제여 찬양받으라! 주님께서 우리에게 주권자인 황제를 주셨다! 영광이여, 영광이여! 황제께 영광을! 황제께서 그대에게 보상을 주시고, 국민들은 외칠 것이니: 수사닌이여 영원히 기억되라! 우리 황제께 영광을, 거룩한 루스에 영광을, 국민과 황제께 영광을, 영광,영광이여, 성 모스크바여! 주권자의 성대한 일을 세상에 알려라, 기뻐하고, 즐거워하라: 황실의 움직임이 다가왔도다! 황제께서 오신다, 황제께서 오신다! 우리의 황제께서 오신다! 우리 황제께 영광을, 거룩한 루스에 영광을, 국민과 황제께 영광을, 영광,영광이여, 성 모스크바여! 주권자의 성대한 일을 세상에 알려라, 기뻐하고, 즐거워하라: 황실의 움직임이 다가왔도다! 황제께서 오신다, 오신다 황제께서! 우리의 황제께서 오신다! 우리의 황제께서... 오신다! 우리 황제께 영광을! 만세! |

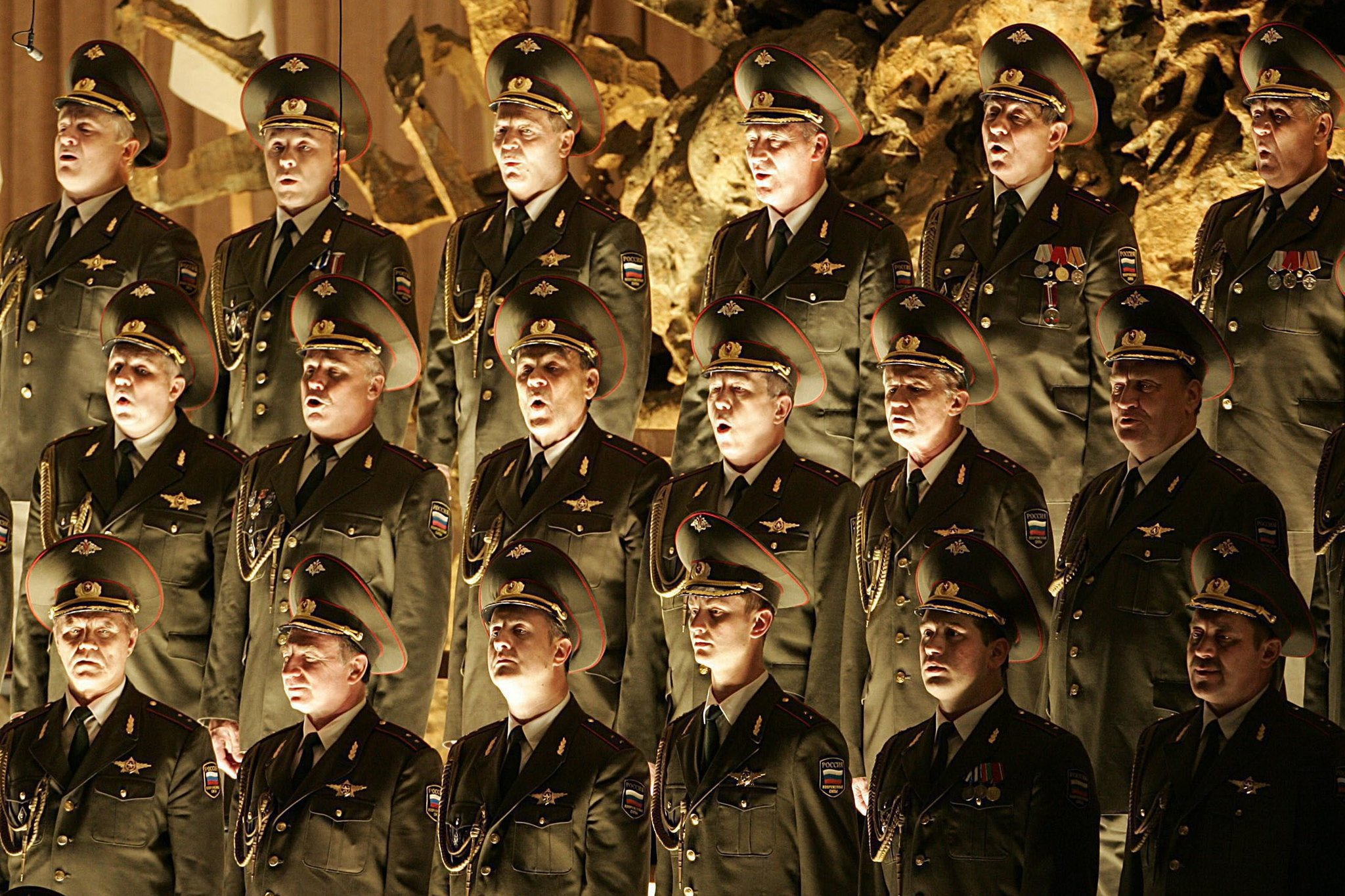
2004년 알렌산드로프 앙상블의 바티칸 공연에서 합창하는 모습이다.

## 편곡 애국가 버전
| 러시아어 | 한글독음 | 번역 |
| Славься, славься, ты Русь моя, Славься, ты русская наша земля! Да будет во веки веков сильна Любимая наша родная страна! Славься, славься из рода в род, Славься великий наш русский народ! Врагов посягнувших на край родной Рази беспощадно могучей рукой! Слава, слава героям бойцам Родины нашей отважным сынам! Кто кровь за Отчизну свою прольёт, Того никогда не забудет народ. Славься, славься, ты Русь моя! Славься, ты русская наша земля! Слава! Хвала, хвала войскам! Вот он, наш Кремль! С ним вся Русь и весь мир! Пой весь мир! Веселись, Русский люд! Песни пой! Светлый день, весёлый день для нас настал! Весёлый день для нас настал! Здравствуй, наш край! Наш край родной! Будь жив, будь здрав, весь наш край! Ура! | 슬랍샤, 슬랍샤, 띄 루스 마야, 슬랍샤, 띄 루쓰까야 나샤 졔믈랴! 다 부졧 바 볘끼 비꼽 실나 류비마야 나샤 라드나야 스뜨라나! 슬랍샤, 슬랍샤 이즈 로다 브 롣, 슬랍샤 볠리끼 나쉬 루쓰끼 나롣! 브라곱 빠씨그눕쉬흐 나 끄라히 라드노히! 라지 볘스빠샤드나 마구췌히 루꼬히 슬라바,슬라바 기로얌-보히참 로디늬 나쉐히 아뜨바줴늼 싀남! 끄또 끄랍 자 앗츼즈누 스바유 쁘랄욧, 따보 니까그다 녜 자부졧 나롣. 슬랍샤, 슬랍샤, 띄 루스 마야! 슬랍샤, 띄 루쓰까야 나샤 졔믈랴! 슬라바! 흐발라, 흐발라 보히스깜! 봇 온, 나쉬 끄례믈! 스 님 브샤 루스 이 볘스 밀! 뽀히 볘스 밀! 볘셸리스, 루스끼 륟! 뼤스니 뽀히! 스볘찔릐 졘, 볘숄릐 졘 들랴 나스 나스딸! 볘숄릐 졘 들랴 나스 나스딸! 즈드라슷부히, 나쉬 끄라히! 나쉬 끄라히 라드노히! 붇 쥡, 붇 즈드랍, 볘스 나쉬 끄라히! 우라! | 찬양받으라, 그대는 나의 루스니 찬양받으라! 찬양받으라, 그대는 우리 루스인의 나라이니라! 영원히 강해져라, 우리의 사랑이며 소중한 조국아! 찬양받으라, 대대로 찬양받으라! 찬양받으라, 우리 위대한 러시아 국민들이여! 본토에 잠식한 적들에게 강력한 손맛을 보여주자! 영광이여, 투사의 영광이여 우리나라의 용감한 꿈나무여! 조국을 위해 피를 흘리는자여, 국민들은 결코 잊지 않을것이다. 찬양받으라, 그대는 나의 루스니 찬양받으라! 찬양받으라, 그대는 우리 루스인의 나라이니라! 영광이여, 군사의 찬양,찬양이여! 이곳에, 우리의 크렘린있네! 루스와 세계와 함께! 세상재미와 노래로, 러시아인들이 부르네! 밝은날, 우리에게 즐거운 날이 왔네! 우리에게 즐거운 날이 왔네! 안녕, 우리조국아! 우리의 고향이여! 우리나라여 모두, 건강하고, 살아있으라! 만세! |